# San Miguel (Santo Domingo)
San Miguel è un distretto della Costa Rica facente parte del cantone di Santo Domingo, nella provincia di Heredia.
San Miguel comprende 6 rioni (barrios):
- Canoa
- Castilla
- Cuesta Rojas
- Montero
- Socorro
- Villa Rossi